# Greater Southwest International Airport

i7
i11
i13
Der Greater Southwest International Airport (vormals Amon Carter Field) war von 1953 bis 1974 ein Flughafen der texanischen Stadt Fort Worth. Im Jahr 1974 sollte der Dallas-Fort Worth International Airport als Hauptflughafen des Dallas-Fort-Worth-Metroplex sowohl den Greater Southwest International Airport als auch den Flughafen Dallas Love Field ablösen. Love Field überlebte dies jedoch durch den Betrieb der Southwest Airlines. Auf dem Gelände liegt heute ein Gewerbegebiet, das sich um den Amon-Carter-Boulevard herum erstreckt, der ursprünglich aus der alten Nord-Süd-Start- und Landebahn entstand.

## Geschichte
Anfang der 1920er Jahre begann die Stadt Fort Worth mit der Planung eines Regionalflughafens am östlichen Ende des Tarrant County mit gleichem Abstand zu den Innenstädten von Dallas und Fort Worth, der die gesamte Metropolregion bedienen sollte. Die Stadt Dallas zeigte zunächst kein Interesse an dem Projekt, zog eine Beteiligung jedoch später während der Weltwirtschaftskrise mit dem Ziel in Betracht, die finanziell schwierige Lage der Stadt zu mildern. Die Bauarbeiten begannen Mitte der 1930er Jahre. Dallas und Fort Worth planten zunächst die Finanzierung des Terminals durch die Works Progress Administration als Dallas sich unvermittelt aus dem Projekt zurückzog als klar wurde, dass das Terminal einen Kilometer näher an Fort Worth liegen würde. Auf den Luftfahrtkarten der 1940er Jahre war der Flugplatz zunächst unter dem Namen Arlington Airport und Midway Field als Hilfsflugplatz verzeichnet.
Nach dem Zweiten Weltkrieg nahm Fort Worth die Arbeiten am Flughafen wieder auf, um den Großteil des Luftverkehrs von Meacham Field dorthin zu verlegen. Im Jahr 1950 wurde der Flughafen nach Amon Carter benannt und im Frühjahr 1953 eröffnet.
Der Flughafen verfügte über drei befestigte Start- und Landebahnen sowie ein Terminal mit siebzehn Flugsteigen.
Während seines Betriebes flogen die Fluggesellschaften American Airlines, Braniff International, Central Airlines, Continental Airlines, Delta Air Lines, Eastern Air Lines, Frontier Airlines und Trans-Texas Airways ab dem Greater Southwest International Airport. Im April 1957 starteten zwischen Dienstag und Donnerstag 97 Flüge täglich – davon 30 von American Airlines, 22 von Braniff Airlines, 19 von Trans-Texas Airways, 13 von Continental Airlines, 7 von Delta Air Lines und 6 von Central Airlines.
Am 20. Dezember 1959 hielt das Jetzeitalter auch auf Amon Field Einzug als American Airlines eine Verbindung mit einer Boeing 707 nach Los Angeles einrichtete. Im Jahr 1962 flog Delta Air Lines mit Jets der Typen Convair 880 und DC-8 bereits nonstop nach Los Angeles, Las Vegas, New Orleans, Orlando, San Diego und San Francisco.
In dem vergeblichen Versuch, mehr Passagiere anzulocken, wurde der Flughafen 1960 in Greater Southwest International Airport umbenannt. Mitte der 1960er Jahre flog Braniff Airlines mit den Mustern BAC One-Eleven und Lockheed L-188 Electra, Continental Airlines mit Flugzeugen der Typen Douglas DC-9-10 und Vickers Viscount vom Flughafen ab.
Für mehrere Jahre war das letzte existierende Exemplar der Convair B-36 Peacemaker, die City of Fort Worth, in der Nähe des Flughafenterminals ausgestellt. Nach der Schließung des Flughafens wurde sie in das Pima Air & Space Museum in Tucson gebracht.

## Niedergang und Schließung
Der Flughafen erreichte nie seine geplante Auslastung und die Zahl der Flugbewegungen schwand immer weiter während der Betrieb am nahegelegenen Dallas Love Field wuchs. Im Jahr 1964 kündigte die Federal Aviation Administration an, künftig nur noch einen der beiden Flughäfen zu unterstützen. Das Civil Aeronautics Board wies die beiden Städte schließlich an, einen Plan für einen gemeinsamen Flughafen zu entwickeln. 1965 wurde ein Gebiet nördlich des Greater Southwest International Airport für den neu zu bauenden Dallas/Fort Worth International Airport festgelegt. Im Jahr 1967 startete nur noch ein American-Airlines-Flug nach Los Angeles und eine kleine Zahl von Flügen innerhalb von Texas. American Airlines, die letzte Linienfluggesellschaft auf dem Flughafen, stellte ihren Linienbetrieb dort im Jahr 1969 ein.
Danach wurde der Platz von American Airlines, Braniff Airlines und Delta Air Lines nur noch als Schulungs- und Wartungseinrichtung verwendet, deren Piloten mit dem vorhandenen Instrumentenlandesystem Anflüge trainierten. Außerdem wurde er von der Allgemeinen Luftfahrt und als Flugzeugabstellplatz genutzt. In dieser Zeit verunglückte eine Douglas DC-9-14 auf dem Delta-Air-Lines-Flug 9570 während einer Durchstartübung am 30. Mai 1972. Das National Transportation Safety Board stellte Wirbelschleppen einer McDonnell Douglas DC-10 der American Airlines als Grund für den Absturz fest. Da es sich um einen Schulungsflug handelte, waren nur drei Crewmitglieder und ein Prüfer der Federal Aviation Administration an Bord. Alle vier Insassen wurden bei dem Unfall getötet.

## Nach der Schließung
Das Flughafengelände wurde 1979 an eine private Entwicklungsgesellschaft verkauft. Nach einem zehnjährigen Leerstand wurde das Terminal 1980 abgerissen. Die Bahn 17/35 wurde für mehrere Jahre zum Amon Carter Boulevard, bevor sie schließlich abgerissen und durch eine echte Straße ersetzt wurde. Im Jahr 2020 existierte noch immer ein kleiner Teil der Rollbahn zur Bahn 17 am nördlichen Ende des Amon Carter Boulevard nördlich des Texas State Highway 183. Selbst Teile der Terminalzufahrt waren für viele Jahre östlich des Texas State Highway 360 sichtbar.
American Airlines dehnte während der 1980er und 1990er Jahre seine Zentrale auf neue Gebäude auf dem Gelände aus. Der IATA-Code des Flughafens (GSW) wird heute noch als Abkürzung für die American Airlines Flight Academy genutzt, die sich auf der anderen Seite des Highway 360 befindet.

## Zwischenfälle
Am 30. Mai 1972 stürzte eine Douglas DC-9-14 der US-amerikanischen Delta Air Lines (Luftfahrzeugkennzeichen N3305L) bei einem Trainingsflug auf dem Greater Southwest International Airport während eines Touch-and-Go-Manövers auf die Landebahn und explodierte. Zu dem Absturz war es gekommen, nachdem die Maschine in Wirbelschleppen einer kurz zuvor gestarteten McDonnell Douglas DC-10 geraten war, wobei die Piloten die Kontrolle verloren. Alle vier Personen an Bord starben.